# Навирайенсе
«Навирайенсе» — бразильский футбольный клуб из города Навираи, штата Мату-Гросу-ду-Сул. В настоящий момент клуб выступает в Серии D Бразилии.

## История
Клуб основан 25 ноября 2005 года, домашние матчи проводит на стадионе «Виротао». Главным достижением «Навирайенсе», является победа в чемпионате штата Мату-Гросу-ду-Сул в 2009 году.

## Достижения
- Чемпион Лиги Сул-Матугросенсе (1): 2009